# 津守氏
津守氏（つもりうじ）は、社家・華族だった日本の氏族。古代以来の系譜を持ち、住吉大社（大阪府大阪市住吉区）の宮司を世襲した一族で、維新後には華族の男爵家にも列した。

## 歴史
津守氏は、天火明命の流れをくむ一族と伝えられる。『住吉大社神代記』によれば、垂仁天皇と景行天皇の頃には、意弥那宜多命（おみながたのみこと）の子の意富弥多足尼（おおみたのすくね）が活動していたという。
摂津国住吉郡の豪族田蓑宿禰を祖とすると伝えられる。田蓑宿禰が「七道の浜」（大阪府堺市七道）（当時は住吉郡）において200年に新羅征伐から帰還した神功皇后を迎えた時、神功皇后が住吉三神の神功があったことから、田蓑宿禰に住吉三神を祀（）るように言われている。
また大和平野への入口である淀川河口付近は早くから交通の要衝として栄えていたため、津（港）を守護する職務を大和朝廷より与えられており、津守の氏族名もそれに由来している。代々住吉神社に奉仕しつつ、海部を率いて航海術を掌握。津守氏を称したことが確認できるのは津守宿禰国磨の代からであり、彼は遣唐使の一員として渡海した。
平安後期の国基は歌人としても著名であるなど神官として以外も活躍。住吉系図・住吉神主并一族系図によれば、国基は、津守氏中興の祖と呼ばれているという。南北朝時代の国夏と国久は、南朝の武将として活躍した。江戸時代には公卿に列する者もあった。
国美の代の明治4年（1871年）に名門社家として華族に列せられ、明治17年（1884年）7月8日に男爵に列せられた。

## 遣唐使神主
- 住吉津

## 南朝御座所
- 住吉行宮